# Hesperocordulia
Hesperocordulia is een geslacht van libellen (Odonata) uit de familie van de glanslibellen (Corduliidae).

## Soorten
Hesperocordulia omvat 1 soort:
- Hesperocordulia berthoudi Tillyard, 1911